# Phalacroloma strigosum
Phalacroloma strigosum là một loài thực vật có hoa trong họ Cúc. Loài này được (Muhl. ex Willd.) Tzvelev miêu tả khoa học đầu tiên năm 1991.